# Ulrich Otto (Admiral)
Ulrich Otto (* 9. Januar 1946 in Stuttgart) ist ein deutscher Konteradmiral außer Dienst der Deutschen Marine.

## Leben
Ulrich Otto trat 1965 in die Bundesmarine ein (Crew IV/65). Er absolvierte von 1979 bis 1981 den 21. Admiralstabslehrgang an der Führungsakademie der Bundeswehr in Hamburg.
Von 1997 bis 1999 war er als Flottillenadmiral Kommandeur der Flottille der Marineflieger. Anschließend wurde er Stellvertretender Befehlshaber der Flotte und Chef des Stabes Flottenkommando in Glücksburg. In dieser Position wurde er zum Konteradmiral befördert. Von März 2003 bis 2008 war er Amtschef des Marineamtes. Am 22. Januar 2008 übergab er das Amt und ging in den Ruhestand.
Am 1. März 2008 erhielt er das Verdienstkreuz am Bande.
Er ist Vizepräsident des Deutschen Maritimen Instituts und verheiratet.